# Rivière Saint-Pierre (rivière Mitis)
Pour les articles homonymes, voir Rivière Saint-Pierre.
La rivière Saint-Pierre coule dans la municipalité de La Rédemption et dans le territoire non organisé de Lac-à-la-Croix (La Mitis), dans la municipalité régionale de comté (MRC) de La Mitis, dans la région administrative du Bas-Saint-Laurent, au Québec, au Canada.
La rivière Saint-Pierre est un affluent de la rive est de la rivière Mitis, laquelle coule vers le nord-ouest jusqu'au littoral sud-est du fleuve Saint-Laurent où elle se déverse à la hauteur de Sainte-Flavie et de Grand-Métis.

## Géographie
La rivière Saint-Pierre prend sa source au lac Saint-Pierre (longueur : 0,7 km ; altitude : 446 m), dans le canton de Massé, dans la municipalité de La Rédemption. Cette source est située à 28,6 km au sud-est du littoral sud-est du fleuve Saint-Laurent, à 6,6 km au sud du centre du village de La Rédemption et à 6,2 km au nord du lac Inférieur (Lac Mitis).
À partir de sa source, la rivière Saint-Pierre coule sur 13,7 km, répartis comme suit :
- 2,6 km vers le nord-ouest dans le canton de Massé (La Rédemption) ;
- 5,0 km vers le sud-ouest, jusqu'à la limite du territoire non organisé du Lac-à-la-Croix (La Mitis) ;
- 2,5 km vers le sud, jusqu'aux Étangs Saint-Pierre ;
- 0,8 km vers le sud-ouest, jusqu'au barrage situé à l'embouchure des Étangs Saint-Pierre ;
- 2,2 km vers le sud-ouest, jusqu'au pont routier ;
- 0,6 km vers le sud-ouest, jusqu'à sa confluence[2].

La rivière Saint-Pierre se déverse sur la rive est de la rivière Mitis. Cette confluence est située à 0,1 km en aval de la décharge du lac Saint-Pierre, à 30,3 km au sud-est du littoral sud-est du fleuve Saint-Laurent et à 0,2 km en aval de la limite de la municipalité de Saint-Charles-Garnier et à 11,9 km au sud du centre du village de La Rédemption.

## Toponymie
Le toponyme « rivière Saint-Pierre » a été officialisé le 1er septembre 1983 à la Commission de toponymie du Québec.